# Агџабедински рејон
Агџабедински рејон (азер. Ağcabədi rayonu), једна је од 78 административно-територијалних јединица Азербејџана. Налази се у пределу региона Аран. Административни центар рејона се налази у граду Агџабеди. 
Агџабедински рејон обухвата површину од 1.760 km² и има 124.000 становника (подаци из 2011). 
Административно, рејон се даље дели у 46 мањих општина.